# Ligne (Belgio)
Ligne è una località di Ath in Belgio, situata nella regione vallone, nella provincia di Hainaut. Questo grosso borgo si trova sulle sponde del Dendre, a cinque chilometri a ovest della città di Ath. È considerato il villaggio più commerciale dell'arrondissement d'Ath.

## Storia
Il nome del villaggio (linea, in francese) proviene dal latino ligne. Questa linea ha probabilmente designato la strada romana Bavay - Gent che l'attraversava da sud a nord.
Ha dato il nome al principato di Ligne una delle più antiche famiglie nobiliari belghe. Il castello di Ligne, già menzionato nel 1020, fu bruciato nel 1487 dalle truppe francesi. La chiesa Notre Dame de la Visitation, originariamente del XIV secolo, fu ricostruita nel XIX secolo in stile neogotico.